# Rim-Sin II.
Rim-Sin II.  je bil uzurpator prestola v Larsi, ki je vladal od 1741 do 1736 pr. n. št. (dolga kronologija).

Ime Rim-Sin verjetno ni njegovo pravo, ampak privzeto ime, s katerim se je želel poistovetiti s kralji iz Larške dinastije in legitimitati svojo oblast. Spretno je izkoristl šibkost Babilonskega cesarstva in vladarja Samsu-ilune in sprožil upor v Larsi, kateremu so po njegovem zgledu sledili upori v Ešnuni, Uru, Isinu in Uruku. Rim-Sin II. je vojno z Babilonijo izgubil in v njej padel in Larsa je spet prišla pod babilonsko oblast. Da bi preprečili nadaljnje upore, so Babilonci opustošili Ur in Uruk in podrli obzidja nekaj drugih uporniških mest.